# Ceglie Messapica
Ceglie Messapica é uma comuna italiana da região da Puglia, província de Brindisi.
Estende-se por uma área de 130 km², tendo uma densidade populacional de 158 hab/km².
Os povoados vizinhos são  Francavilla Fontana, Martina Franca (TA), Ostuni, San Michele Salentino, Villa Castelli.
O município possui 19.833 habitantes (em 31 de dezembro de 2017). Está localizado 35 km a oeste da cidade de Brindisi, cidade banhada pelo Mar Adriatico.
A aldeia situa-se numa colina, a cerca 300 m. de altura.

## História
As origens do nome actual, Ceglie, parecem derivar da etimologia de Kailia (Καιλια), transliterado no alfabeto grego, provavelmente de origem messapiana, uma tribo que se estabeleceu nos territórios regionais por volta do século VIII a.C.
O marco mais importante deixado nos territórios pela presença da tribo foi a construção das chamadas "specchie", palavra italiana plural de "specchia".
Estes monumentos também são encontrados em outras partes da Europa e geralmente datam da era neolítica. Se caracterizam pelo fato de ser montículos de pedra.
A construção delas ocorreu com a sobreposição de pedras. Exemplos semelhantes podem ser encontrados na ilha da Sardenha, onde se denominam de Nuráguicos.
A função delas ainda não foi claramente definida, embora vários estudos possam atestar a sua função defensiva e consequentemente militar, bem como a sepulcral : este último dado foi retirado dos estudos do erudito francês Bertaux.
A civilização messapiana ou dos messapios conheceu como inimigo a polis (πολις) ou cidade, em grego antigo, de Taranto, fundada pelos espartanos: as poucas e confusas notícias deixadas pela historiografia grega, especialmente por Herodoto, referem-se a importantes sucessos messapianos, alternados com derrotas, até a conquista final da res publica romana.
De acordo com as fontes vistas até agora, durante suas guerras, o povo messapiano, embora ocupando um território relativamente extenso, conseguiu se unir: um exemplo viria da existência de uma dodecápolis,(raiz etimologica grega de δωδεκα, ou seja doze e πολις, cidade, isso indicaria a união das doze cidades que se reconheciam na mesma cultura da tribo): A aliança entre realidades distintas, mas pertencentes à mesma esfera cultural, pode ser reconhecida no civilização etrusca, outra população  da península italiana daquele periodo.
Embora a reconstrução das origens dos Messapios seja difícil e tema de amargos debates entre a historiografia regional, muitos aspectos são desconhecidos e pouco conhecidos, como a lingua: segundo alguns estava relacionada à língua ilírica, as características sociais, culturais e econômicas dos Messapios são atribuíveis, no contexto historiográfico geral, às observações sobre o mundo antigo feitas pelo estudioso francês Foustel de Coulanges, que seriam rastreáveis na sua obra-prima, a Cidade Antiga, publicada em Paris em 1864.
Algumas traças do período são preservadas no museu arqueológico local da cidade, bem como no maior e mais prestigiado museu de Taranto, segundo no sul da Italia depois do Museu Arqueológico de Nápoles .
Durante a época romana continuou o processo de civilização, que já tinha atingido antes a tribo dos Messapios,  graças à propagação da escritura, que, anteriormente, na tribo, tinha começado a circular, como testemunham umas inscrições, com muita probabilidade de conteúdo religioso, guardadas, até hoje, no museu do povoado.
Há pouca evidência da era romana, embora tenha sido objeto de debate entre intelectuais e estudiosos locais: por isso, hipotiza-se que o declínio progressivo da aldeia começou durante o império, quando os centros  próximos, como Egnatia e Brindisi, perderam importância, estrategicamente, politicamente e comercialmente, nas relações com a Grécia e o Oriente Médio , em geral a parte oriental do Império Romano.
A Idade Média, (derivado do latim Medium Aevum, ou seja a epoca situada no meio, entre Antiguidade e Renascença), trouxe consigo importantes transformações sociais, especialmente a partir do século XI, época em que as fontes históricas começam a ser mais numerosas.
Após a dominação do Império Romano Oriental ou Bizantino, que no território local deixou marcas importantes, do ponto de vista artistico, datadas entre os séculos VIII e IX, como afrescos religiosos em cavernas, tais como os localizados na caverna de San Michele, localizada na estrada rodoviaria 26, em direção de Francavilla Fontana. : na gruta há frescos visíveis deixados pelos monges ortodoxos, como o rosto de Cristo pantocrator (palavra de origem grega, de παντοκπατωρ, ou seja todo-poderoso, onipotente) ou o de São Miguel.
Além da sucessão de dominações, entre as quais reconhecemos a dos Lombardos e a da família alemã de Hohensthaufen , conhecidos como suabios, como subsequentes a dos bizantinos, será o nascimento do feudalismo e o contrato feudal vai marcar um ponto de viragem na organização da comunidade, por muito tempo.

## Demografia
| Variação demográfica do município entre 1861 e 2011                               |
|                                                                                   |
| Fonte: Istituto Nazionale di Statistica (ISTAT) - Elaboração gráfica da Wikipedia |